# Nombre papal

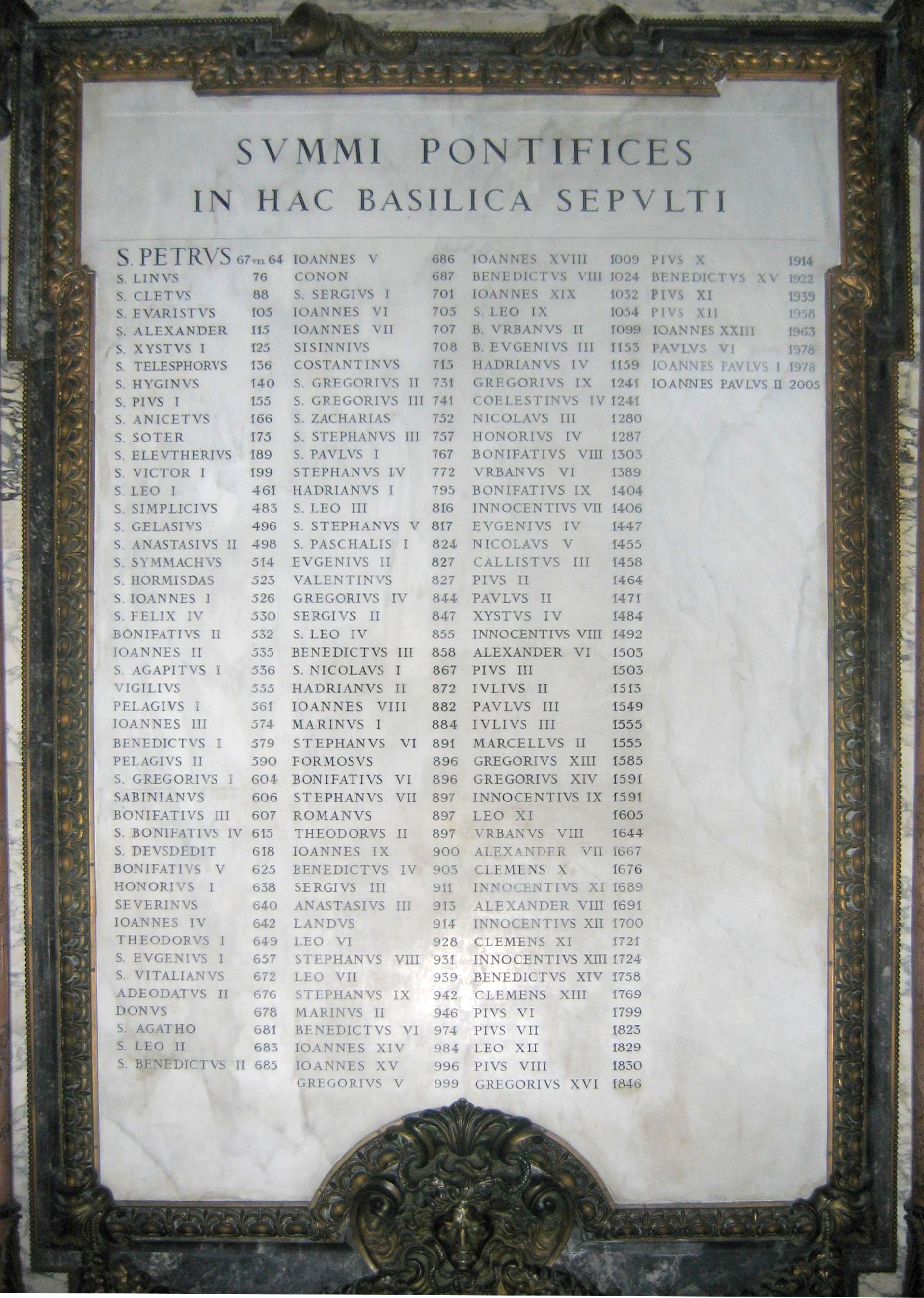
Lista de papas de la Iglesia Católica enterrados en la Basílica de San Pedro.

El nombre papal es el que adopta un papa tras ser elegido y con el que será conocido durante su pontificado. Tanto el líder de la Iglesia católica como el de la Iglesia ortodoxa copta (el papa copto) eligen nombres papales. Actualmente el papa de la Iglesia católica es León XIV y el papa copto es Teodoro II.
Mientras que los papas de los primeros siglos mantenían sus nombres tras acceder al cargo, más tarde empezaron a utilizar un nuevo nombre al ser elegidos. Esta práctica comenzó a realizarse en el siglo VI y se convirtió en habitual en el siglo X. Desde 1555, todos los papas han adoptado un nombre papal al ser elegidos.

## Títulos

### Papa de la Iglesia Católica
El título oficial del papa de la Iglesia Católica es su santidad. Otro título utilizado normalmente es santo padre.
El título completo, raramente utilizado, es:
"Su santidad, obispo de Roma, vicario de Cristo, sucesor de san Pedro, sumo pontífice de la Iglesia universal, primado de Italia, obispo metropolitano de la provincia de Roma, soberano del Estado de la Ciudad del Vaticano, siervo de los siervos de Dios".

### Papa copto
El título oficial del Papa de la Iglesia Ortodoxa Copta es:
Papa de Alejandría y Patriarca de toda África en la Santa Sede de San Marcos Apóstol. Sucesor de San Marcos el Evangelista, Santo Apóstol y Mártir, en el Santo Trono Apostólico de la Gran Ciudad de Alejandría.
Está considerado como:
- Padre de Padres.
- Pastor de Pastores.
- Jerarca de los Jerarcas.

Otros títulos atribuidos al Jerarca del Trono Alejandrino son:
- Pilar y Defensor de la Santa, Católica y Apostólica Iglesia y de la Fe Ortodoxa.
- Decano de la Gran Escuela Catequética de Teología de Alejandría.
- Juez Ecuménico de la Santa Iglesia Apostólica y Católica.
- El Decimotercero de los Santos Apóstoles.

## Historia
Durante los primeros siglos de historia de la Iglesia, los obispos de Roma continuaban usando su nombre de pila tras su elección. La costumbre de utilizar un nuevo nombre comenzó en 533, cuando Mercurio consideró inapropiado para un papa llamarse igual que el dios pagano romano Mercurio, y adoptó el nombre de Juan II en honor a un predecesor, Juan I, que era venerado como mártir. En el siglo X, los clérigos procedentes del otro lado de los Alpes, especialmente de Francia y la actual Alemania, cambiaron sus nombres nativos por otros más tradicionales.
El último papa en utilizar su propio nombre fue Marcelo II en 1555, una decisión que ya entonces era algo excepcional. Los nombres son elegidos libremente por los papas, y no se basan en ningún sistema. Se han utilizado nombres de predecesores inmediatos o distantes, mentores, santos, o incluso familiares, como en el caso de Juan XXIII, que escogió este nombre en honor a su padre y a Juan el Bautista, el santo patrón de su pueblo natal.
En 1978, el cardenal Albino Luciani fue el primer papa de la historia en escoger un nombre compuesto, Juan Pablo I, en honor a sus dos predecesores: Juan XXIII, que le nombró obispo; y Pablo VI, que le nombró patriarca de Venecia y cardenal. Juan Pablo I también fue el primer papa en más de mil años (desde Landón en 913) en escoger un nombre inédito. Tras la muerte de Juan Pablo I apenas un mes después de su elección, el cardenal Karol Wojtyła fue elegido papa y, deseando continuar la línea establecida por su predecesor, escogió el nombre de Juan Pablo II en su honor. En 2013 se añadió un nuevo nombre: al ser elegido, el cardenal Jorge Mario Bergoglio escogió el nombre de Francisco para enfatizar el espíritu de humildad de san Francisco de Asís.

### Simbolismo
A menudo, la elección del nombre es vista como una indicación de a quién va a emular el nuevo papa, qué políticas va a seguir, o incluso la duración de su pontificado. Este fue el caso de Benedicto XVI, quien escogió su nombre para emular a Benedicto XV, además de para señalar que el pontificado de Benedicto XV, de siete años y medio, fue relativamente corto. El propio pontificado de Benedicto XVI, que finalizó con su renuncia el 28 de febrero de 2013, también duró menos de ocho años.
El primer papa fue san Pedro, y ningún papa ha escogido el nombre de Pedro II, aunque no existe ninguna prohibición de hacerlo. Desde los años 70, algunos antipapas sí han tomado el nombre de Pedro II.
Probablemente debido al controvertido antipapa del siglo XV conocido como Juan XXIII, este nombre se evitó durante más de 500 años hasta la elección de Angelo Roncalli en 1958. Tras su elección, no se sabía con certeza si su nombre sería Juan XXIII o Juan XXIV, hasta que él afirmó que su nombre era Juan XXIII. El número usado por un antipapa no suele incluirse en las listas.

### Fórmula actual
Una vez se ha elegido un nuevo papa y él ha aceptado su elección, se le pregunta con qué nombre quiere ser llamado, y él escoge el nombre con el que será conocido a partir de entonces. A continuación, el cardenal protodiácono (el cardenal diácono de mayor antigüedad) aparece en el balcón central de la Basílica de San Pedro y anuncia al nuevo papa mediante la siguiente fórmula:

Annuntio vobis gaudium magnum:
Habemus Papam!
Eminentissimum ac reverendissimum Dominum,
Dominum [prænomen]
Sanctæ Romanæ Ecclesiæ Cardinalem [nomen],

qui sibi nomen imposuit [nomen pontificale].
Os anuncio un gran gozo:
¡Tenemos papa!
El eminentísimo y reverendísimo señor
señor [nombre de pila (en latín)],
 cardenal de la Santa Iglesia Romana [apellido],
quien se ha impuesto el nombre de [nombre papal].

Normalmente es el decano del Colegio Cardenalicio quien pregunta al nuevo papa cuál será su nombre. En el cónclave de 2005, el decano, Joseph Ratzinger, fue elegido papa (como Benedicto XVI), por lo que la pregunta la realizó el vicedecano, el cardenal Angelo Sodano.

## Tabla de frecuencia de los nombres papales (Iglesia católica)
Notas: los números en cursiva indican un antipapa.
| #  | Nombre      | Veces usado | Papas | Notas |
| -- | ----------- | ----------- | --- | --- |
| 1  | Juan        | 21          | I · II · III · IV · V · VI · VII · VIII · IX · X · XI · XII · XIII · XIV · XV · XVI · XVII · XVIII · XIX · XX · XXI · XXII · XXIII · XXIII | Debido a un error de numeración, nunca ha existido un papa llamado Juan XX. Juan XVI fue un antipapa. Existió un antipapa Juan XXIII                                                                                               |
| 2  | Gregorio    | 16          | I · II · III · IV · V · VI · VII · VIII · VIII · IX · X · XI · XII · XIII · XIV · XV · XVI                                                 | Existió un antipapa Gregorio VIII |
| 3  | Benedicto   | 15          | I · II · III · IV · V · VI · VII · VIII · IX · X · XI · XII · XIII · XIII · XIV · XIV · XV · XVI                                           | Existieron los antipapas Benedicto X, Benedicto XIII y Benedicto XIV. En cambio no existió un papa Benedicto X legítimo. |
| 4  | Clemente    | 14          | I · II · III · III · IV · V · VI · VII · VII · VIII · VIII · IX · X · XI · XII · XIII · XIV                                                | Existieron los antipapas Clemente III, Clemente VII y Clemente VIII |
| 5  | León        | 14          | I · II · III · IV · V · VI · VII · VIII · IX · X · XI · XII · XIII · XIV                                                                   | León XIV es el papa actual. |
| 6  | Inocencio   | 13          | I · II · III · III · IV · V · VI · VII · VIII · IX · X · XI · XII · XIII                                                                   | Existió un antipapa Inocencio III |
| 7  | Pío         | 12          | I · II · III · IV · V · VI · VII · VIII · IX · X · XI · XII                                                                                | Pío IX tuvo el pontificado más largo de la historia (exceptuando el pontificado de Pedro, de fechas imprecisas): 31 años, 7 meses y 21 días.                                                                                       |
| 8  | Esteban     | 9           | I · II · III · IV · V · VI · VII · VIII · IX                                                                                               | Esteban II sucedió al papa electo Esteban (llamado Esteban II en algunas listas), que murió antes de ser ordenado obispo y ya no se le considera un papa legítimo.                                                                 |
| 9  | Bonifacio   | 8           | I · II · III · IV · V · VI · VII · VIII · IX                                                                                               | Bonifacio VII fue un antipapa. |
| 10 | Urbano      | 8           | I · II · III · IV · V · VI · VII · VIII | Urbano VII tuvo el pontificado más breve de la historia: 12 días. |
| 11 | Alejandro   | 7           | I · II · III · IV · V · VI · VII · VIII | Alejandro V fue un antipapa. |
| 12 | Adriano     | 6           | I · II · III · IV · V · VI | |
| 13 | Pablo       | 6           | I · II · III · IV · V · VI | |
| 14 | Celestino   | 5           | I · II · II · III · IV · V | Celestino II fue un papa durante un día en 1124, pero ese mismo día renunció a favor de Honorio II; luego pasó a ser considerado antipapa. Más tarde, en 1143, fue elegido Celestino II, quien si es considerado un papa legítimo. |
| 15 | Nicolás     | 5           | I · II · III · IV · V · V | Existió un antipapa Nicolás V |
| 16 | Sixto       | 5           | I · II · III · IV · V | |
| 17 | Anastasio   | 4           | I · II · III · IV | |
| 18 | Eugenio     | 4           | I · II · III · IV | |
| 19 | Honorio     | 4           | I · II · II · III · IV | Existió un antipapa Honorio II |
| 20 | Sergio      | 4           | I · II · III · IV | |
| 21 | Calixto     | 3           | I · II · III · III | Existió un antipapa Calixto III |
| 22 | Félix       | 3           | I · II · III · IV · V | Félix II y Félix V fueron antipapas. |
| 23 | Julio       | 3           | I · II · III | |
| 24 | Lucio       | 3           | I · II · III | |
| 25 | Martín      | 3           | I · II · III · IV · V | Nunca han existido los papas Martín II y Martín III, debido a una confusión con los nombres de Marino I y Marino II. |
| 26 | Silvestre   | 3           | I · II · III · IV | Silvestre IV fue un antipapa |
| 27 | Víctor      | 3           | I · II · III · IV | Víctor IV fue un antipapa |
| 28 | Adeodato    | 2           | I · II | |
| 29 | Agapito     | 2           | I · II | |
| 30 | Dámaso      | 2           | I · II | |
| 31 | Gelasio     | 2           | I · II | |
| 32 | Juan Pablo  | 2           | I · II | |
| 33 | Marcelo     | 2           | I · II | |
| 34 | Marino      | 2           | I · II | |
| 35 | Pascual     | 2           | I · II · III | Pascual III fue un antipapa |
| 36 | Pelagio     | 2           | I · II | |
| 37 | Teodoro     | 2           | I · II | |
| 38 | Agatón      | 1           | I | |
| 39 | Anacleto    | 1           | I · II | Anacleto II fue un antipapa |
| 40 | Aniceto     | 1           | I | |
| 41 | Antero      | 1           | I | |
| 42 | Cayo        | 1           | I | |
| 43 | Ceferino    | 1           | I | |
| 44 | Conón       | 1           | I | |
| 45 | Constantino | 1           | I | |
| 46 | Cornelio    | 1           | I | |
| 47 | Dionisio    | 1           | I | |
| 48 | Dono        | 1           | I · II | La existencia de Dono II está en duda, pero se le considera un antipapa debido a su forma no canónica de llegar al papado. |
| 49 | Eleuterio   | 1           | I | |
| 50 | Eusebio     | 1           | I | |
| 51 | Eutiquiano  | 1           | I | |
| 52 | Evaristo    | 1           | I | |
| 53 | Fabián      | 1           | I | |
| 54 | Formoso     | 1           | I | |
| 55 | Francisco   | 1           | I | |
| 56 | Hilario     | 1           | I | |
| 57 | Hormisdas   | 1           | I | |
| 58 | Higinio     | 1           | I | |
| 59 | Landón      | 1           | I | |
| 60 | Liberio     | 1           | I | |
| 61 | Lino        | 1           | I | |
| 62 | Marcelino   | 1           | I | |
| 63 | Marcos      | 1           | I | |
| 64 | Melquíades  | 1           | I | |
| 65 | Pedro       | 1           | I | Apóstol de Jesús de Nazaret y primer papa. |
| 66 | Ponciano    | 1           | I | |
| 67 | Romano      | 1           | I | |
| 68 | Sabiniano   | 1           | I | |
| 69 | Severino    | 1           | I | |
| 70 | Silverio    | 1           | I | |
| 71 | Simplicio   | 1           | I | |
| 72 | Siricio     | 1           | I | |
| 73 | Sisinio     | 1           | I | |
| 74 | Sotero      | 1           | I | |
| 75 | Símaco      | 1           | I | |
| 76 | Telesforo   | 1           | I | |
| 77 | Valentín    | 1           | I | |
| 78 | Vigilio     | 1           | I | |
| 79 | Vitaliano   | 1           | I | |
| 80 | Zacarías    | 1           | I | |
| 81 | Zósimo      | 1           | I | |